# Gökhan Inler
Gökhan Inler (* 27. Juni 1984 in Olten; türkisch Gökhan İnler) ist ein Schweizer Fussballspieler mit türkischer Abstammung. Er spielte u. a. bei Udinese Calcio und stand auch beim türkischen Verein Beşiktaş Istanbul unter Vertrag. Inler beendete 2024 seine aktive Fussballkarriere und ist aktuell der Sportdirektor bei seinem Exverein Udinese Calcio.

## Karriere

### Vereine
Der talentierte Mittelfeldspieler Gökhan Inler, der mit acht Jahren dem FC Olten beitrat, debütierte als 16-Jähriger für den Schweizer Erstligisten FC Solothurn, ehe er 2002 vom National-Liga-A-Verein FC Basel für das U-21-Team verpflichtet wurde. Trotz grosser Fortschritte blieb ihm allerdings der Sprung in die Basler Profimannschaft verwehrt.
Nach Probetrainings bei Fenerbahçe Istanbul und dem FC Schaffhausen erhielt Inler aber schliesslich seinen ersten Profivertrag beim Schweizer Super-Ligisten FC Aarau, wo er am 20. März 2005 bei der 2:3-Heimniederlage gegen den Grasshopper Club Zürich debütierte. Er war in der Saison 2004/05 massgeblich am Klassenerhalt des FCA beteiligt. Im Jahr darauf stagnierte seine Entwicklung aber und in der Endphase der Saison 2005/06 wurde er nicht mehr eingesetzt.

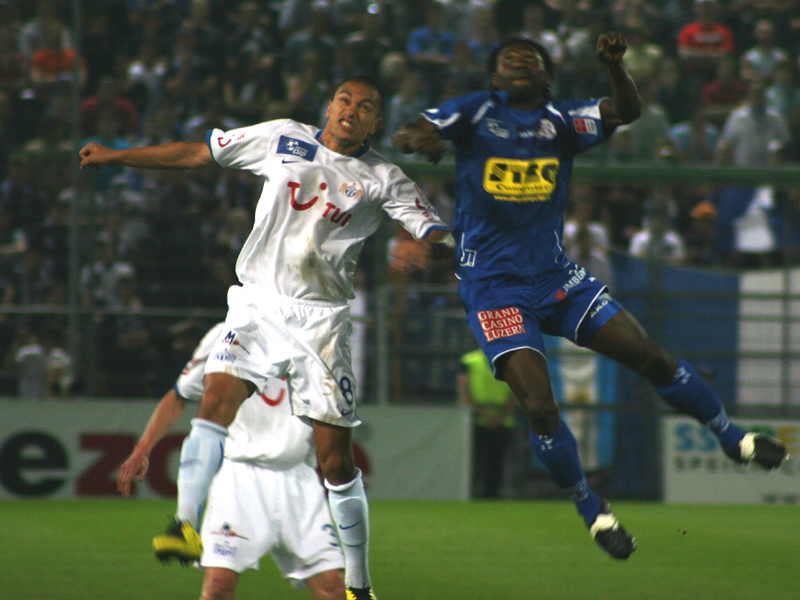
Gökhan Inler im Cup-Halbfinal am 26. April 2007 (FC Zürich – FC Luzern 2:3)

Im Januar 2006 löste der Super-Ligist FC Zürich Inler aus dem laufenden Dreijahreskontrakt aus und offerierte ihm einen Vertrag bis Juni 2009. Beim FCZ ersetzte er Mihai Tararache, der zuvor beim deutschen Bundesligisten MSV Duisburg unterschrieben hatte. Mit dem FC Zürich gewann er die Meistertitel 2005/06 und 2006/07. Zusammen mit Xavier Margairaz, Clederson César und Blerim Džemaili bildete Inler das Mittelfeld des FCZ und er gehörte zu den Schlüsselspielern. 2007 wählten ihn die FCZ-Fans zu ihrem Spieler der Saison.
Im Juni 2007 unterschrieb Inler beim Serie-A-Verein Udinese Calcio einen Fünfjahresvertrag. In Udine konnte er sich nach einer erfolgreichen Vorbereitung einen Stammplatz erkämpfen. Anfang Januar 2008 wurde Gökhan Inler, der bei Udinese Calcio die Rückennummer 88 trug, aufgrund konstant guter Leistungen in der Serie A von der italienischen Sportzeitung Gazzetta dello Sport zum besten ausländischen Neuzugang des Sommers 2007 gewählt.

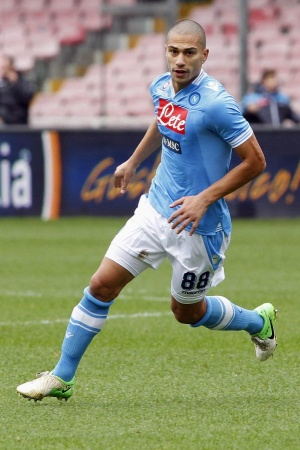
Inler im Trikot der SSC Neapel.

Zur Saison 2011/12 wechselte Inler zum Ligakonkurrenten SSC Neapel. Die kolportierte Ablösesumme von rund 17,7 Millionen Euro ist die bis dato höchste, die für einen Schweizer Fussballspieler gezahlt wurde. Gleich in seinem ersten Jahr bei Neapel konnte Inler die Coppa Italia gewinnen.
Am 19. August 2015 wechselte Inler zum englischen Erstligisten Leicester City und wurde gleich englischer Meister, spielte sportlich aber kaum eine Rolle. Im August 2016 wechselte er zu Beşiktaş Istanbul und unterzeichnete einen Dreijahresvertrag bis zum Juli 2019. Nachdem er hier in einer Saison eher ein Reservistendasein gefristet hatte und nur zu 14 Ligaeinsätzen, davon fünf in der Startelf, gekommen war, bat er im Juli 2017 um eine Vertragsauflösung. Nach vollzogener Vertragsauflösung wechselte er innerhalb der Liga zum damaligen Vizemeister Istanbul Başakşehir FK. Nach Vertragsende wechselte er im September 2020 mit 36 Jahren zum türkischen Zweitligisten Adana Demirspor. In der Saison 2020/21 fungierte Inler anfänglich als Ergänzungsspieler und entwickelte sich im Laufe der Saison zum Stammspieler und stieg zum Captain der Mannschaft auf. Er führte die Mannschaft zur türkischen Zweitligameisterschaft 2020/21 der TFF 1. Lig.

### Nationalmannschaft

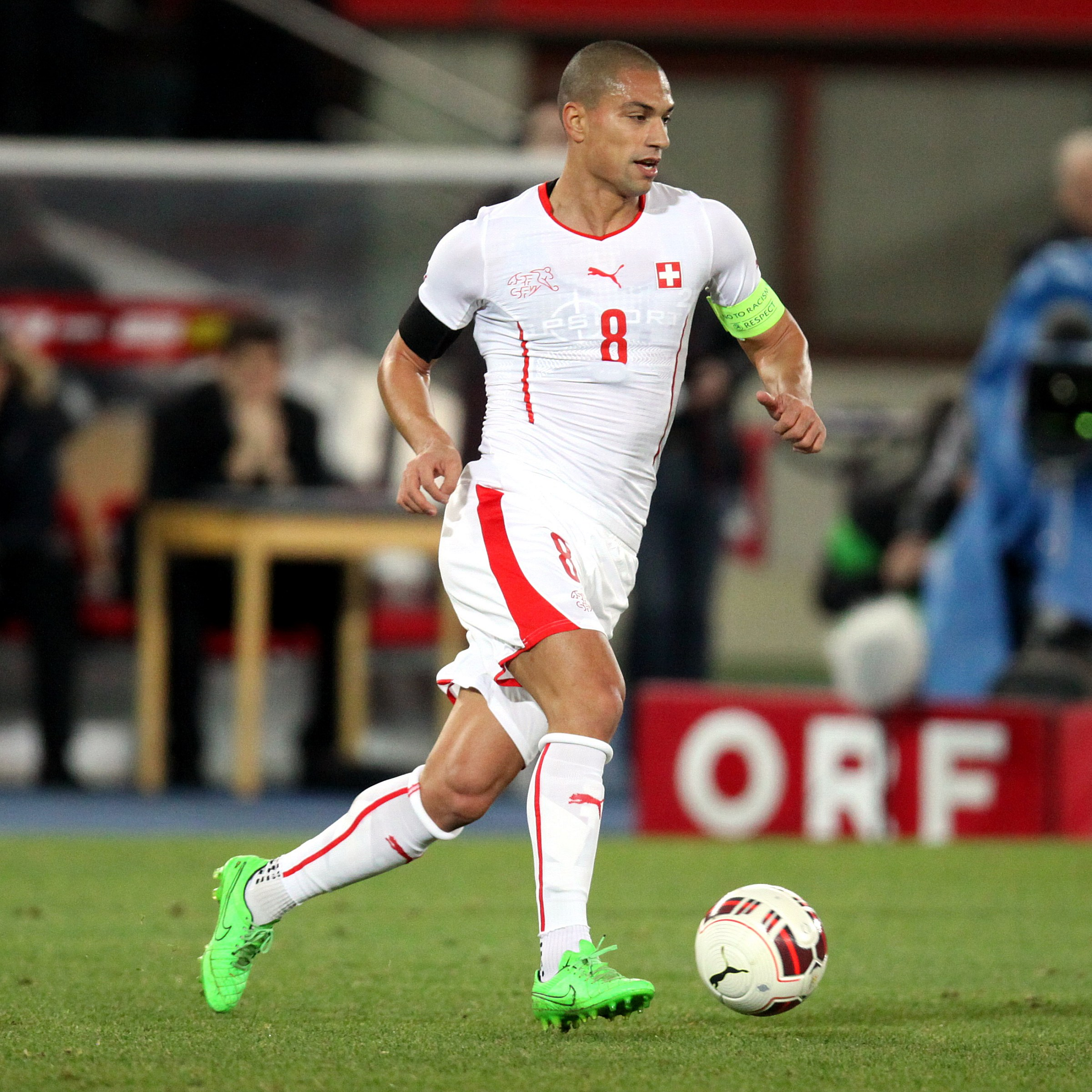
Inler im Einsatz als Captain der Schweizer Nationalmannschaft (2015).

2005 wurde Inler erstmals in die Schweizer U-21-Nationalmannschaft einberufen. Nachdem er zunächst erwogen hatte, für die Türkei U21 zu spielen, bestritt er am 2. September 2006 sein erstes A-Länderspiel für die Schweiz (1:0 gegen Venezuela). Der Sinneswandel war nach einem längeren Gespräch mit Nationaltrainer Köbi Kuhn eingetreten.
Am 22. März 2007 im Testspiel gegen Jamaica in Fort Lauderdale (USA) erzielte er sein erstes Länderspieltor. Den Abschluss einer gelungenen Saison beim FCZ bildete das EM-Testländerspiel gegen Argentinien am 2. Juni 2007. Gökhan Inler spielte zum ersten Mal von Beginn an im defensiven Mittelfeld. Bei der Europameisterschaft 2008 in Österreich und der Schweiz stand er zum ersten Mal bei einem grossen Turnier im Aufgebot der Schweiz.
Köbi Kuhns Nachfolger Ottmar Hitzfeld wies Inler im Nationalteam die Rolle eines Schlüsselspielers zu und beförderte ihn im April 2011 fest zum neuen Captain, nachdem sein Vorgänger Alexander Frei den Rücktritt aus der Nationalmannschaft bekannt gegeben hatte. Von 2007 bis 2015 spielte Inler in Italien und war in über 40 Spielen Kapitän der Schweizer Nationalelf. 2015 wechselte er nach England; da er bei Leiceister City jedoch kaum eingesetzt wurde, erhielt er auch kein Aufgebot mehr für die Fussball-Europameisterschaft 2016 als auch für spätere Länderspielauftritte.

## Titel und Erfolge

### Vereine
- FC Zürich (2006–2007)
  - Schweizer Meister: 2005/06, 2006/07

- SSC Neapel (2011–2015)

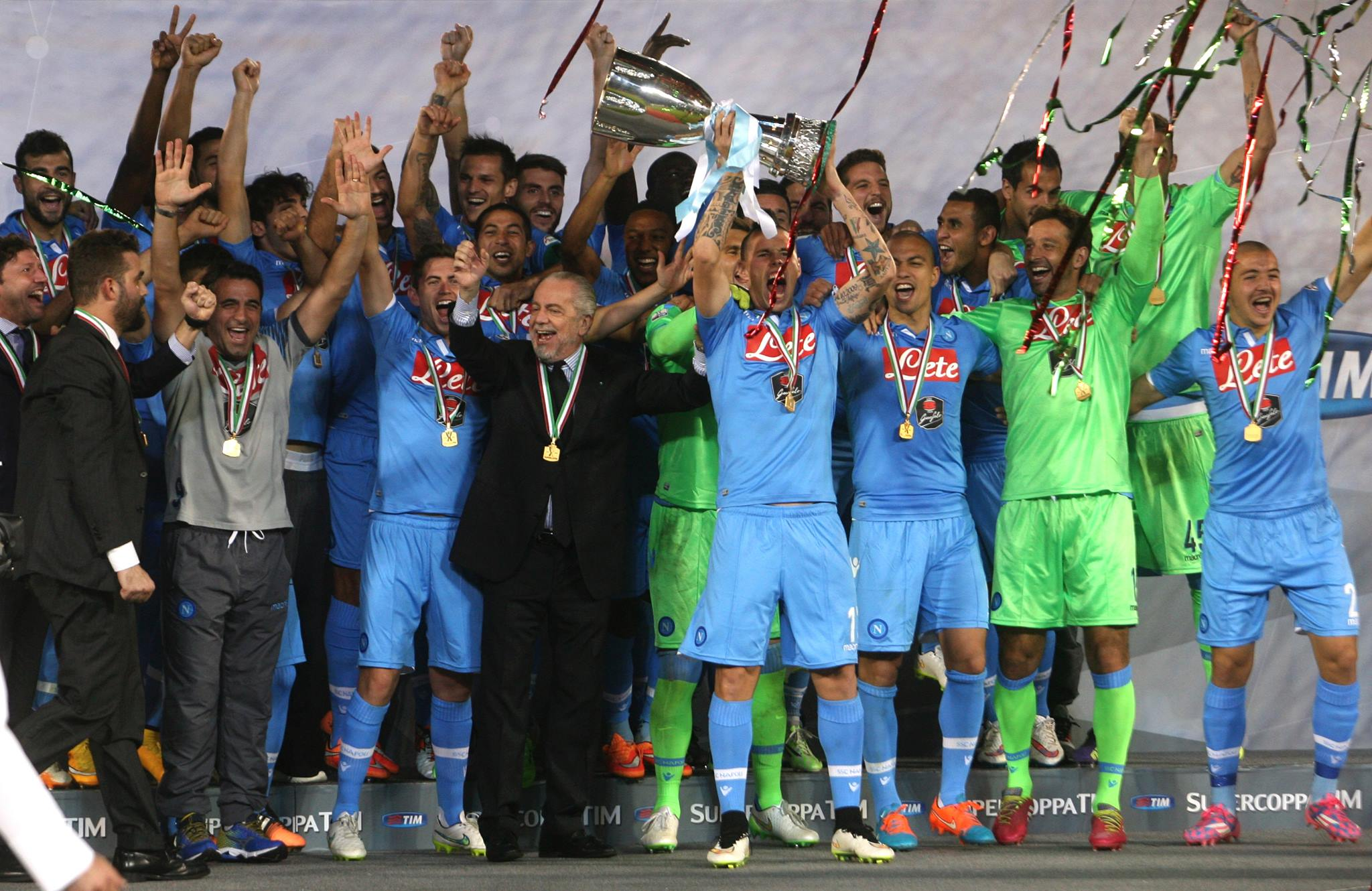
Italienischer Supercupsieg 2014 mit SSC Neapel.

  - Italienischer Pokalsieger: 2011/12, 2013/14
  - Italienischer Supercupsieger: 2014

- Leicester City (2015–2016)
  - Englischer Meister: 2015/16

- Beşiktaş Istanbul (2016–2017)
  - Türkischer Meister: 2016/17

- Istanbul Başakşehir FK (2017–2020)
  - Türkischer Meister: 2019/20

- Adana Demirspor (seit 2020)
  - Türkischer Zweitligameister und Aufstieg in die Süper Lig: 2020/21

### Nationalmannschaft
- Schweizer A-Nationalmannschaft (2006–2015)
  - UEFA-Europameisterschaft
    - Teilnahme 2008 in Österreich und der Schweiz (3 Einsätze)

  - FIFA-Weltmeisterschaft
    - Teilnahme 2010 in Südafrika (3 Einsätze)[17]
    - Achtelfinalist 2014 in Brasilien (4 Einsätze)[17]

### Einsatzstatistiken
- Gökhan Inler in der Datenbank von weltfussball.de
- Gökhan Inler in der Datenbank von transfermarkt.de
- Gökhan Inler in der Datenbank der Associazione Italiana Calciatori (italienisch)
- Gökhan Inler in der Datenbank von dbFCZ.ch